# Pietro Avanzini
Pietro Avanzini (Roma, 3 ottobre 1832 – Roma, 7 aprile 1874) è stato un presbitero italiano, fondatore degli Acta Sanctae Sedis e del Pontificio seminario romano dei santi apostoli Pietro e Paolo per le missioni estere.

## Formazione e sacerdozio
Nato da Lorenzo Avanzini e Camilla Maria Caterina Antonetti, frequentò le scuole pubbliche del Venerabile Collegio di Santa Maria in Monticelli (nei pressi dell'Isola Tiberina a Roma).
Il 1º gennaio 1851, volendo diventare sacerdote, venne iscritto al Collegio Capranica e proseguì i suoi studi presso il "Collegio romano dei padri gesuiti" (oggi Pontificia Università Gregoriana).
Conseguì i diversi gradi accademici in filosofia (baccalaureato nel 1851, licenza nel 1852 e dottorato nel 1853) e in teologia (baccalaureato nel 1855, licenza nel 1856 e dottorato nel 1857). Si iscrisse quindi alla facoltà di diritto canonico presso l'Apollinare (oggi Pontificia Università Lateranense (baccalaureato nel 1857 e dottore in utroque iure nel 1860)
Ricevette la tonsura e tutti gli ordini dal cardinale Costantino Patrizi, vicario generale di Roma, nella Basilica di San Giovanni in Laterano. Il 20 dicembre del 1856, con dispensa papale, fu ordinato sacerdote.

## Fondazione degliActa Sanctae Sedis(luglio 1865)
Fu in seguito tra i “chierici soprannumerari” della Cappella pontificia, lavorando presso la Penitenzieria Apostolica come correttore. Nel luglio 1865 diede inizio agli “Acta Sanctae Sedis”, una pubblicazione periodica che riportava in via ufficiosa tutti i documenti del Sommo Pontefice e delle congregazioni della Curia romana. La rivista continuò fino al 1909 quando fu acquisita dal Vaticano e cambiò nome in “Acta Apostolicae Sedis”.

## Fondazione del Pontificio seminario dei santi apostoli Pietro e Paolo per le missioni estere (dicembre 1871)
Il 23 dicembre 1871 nella sua casa a Roma, iniziò le attività del Pontificio seminario dei santi apostoli Pietro e Paolo per le missioni estere, approvato nel 1874 da papa Pio IX, e che continuò fino al 1926, quando confluì nel Pontificio Istituto Missioni Estere.

## Morte
Il 7 aprile 1874, morì inaspettatamente e a soli 41 anni e mezzo.
Fu sepolto nel cimitero del Verano a Roma. Le sue spoglie, incorrotte nella prima riesumazione, vennero traslate nel dicembre 1911 presso la nuova sede di Corso d'Italia e, nel 1971, presso la chiesa del Preziosissimo Sangue, attuale casa generalizia del Pontificio istituto missioni estere.